# Das Licht auf dem Galgen (Film)
Das Licht auf dem Galgen ist eine deutsche Literaturverfilmung der DEFA von Helmut Nitzschke aus dem Jahr 1976. Sie entstand nach der gleichnamigen Erzählung von Anna Seghers.

## Handlung
Im Jahr 1793 werden die drei Franzosen Debuisson, Sasportas und Galloudec auf die von Engländern regierte Insel Jamaika geschickt. Sie sollen im Auftrag der französischen Regierung unter den englischen Sklaven einen Aufstand entfachen. Die drei erreichen Jamaika im Jahr 1799 und Debuisson wird auf der Insel mit offenen Armen empfangen. Er wuchs hier auf; sein Großvater leitete eine Rumfabrik, die nach dem Willen des aktuellen Verwalters Bering nun an den Enkel übergehen soll.
Debuisson, Sasportas und Galloudec beginnen, erste Kontakte zu Schwarzen zu knüpfen. Sie können den Schmied Bedford als Vermittler zwischen ihnen und dem Anführer der kleinen Aufständischengruppe Cuffee gewinnen. Während Sasportas immer engagierter den Aufstand der schwarzen Sklaven plant, gefällt sich Debuisson bald in der Rolle des Rumfabrikerbens.
Als in Frankreich die Revolution durch Napoléon Bonaparte beendet wird, will er den Aufstand der Schwarzen verschieben lassen und auch ein Treffen zwischen Sasportas und Bedford unterbinden, bei dem das weitere Vorgehen besprochen werden sollte. Sasportas jedoch verweigert Debuisson die Gefolgschaft. Wenig später erschlägt Bedford einen Aufseher und legt auf einer benachbarten Farm ein Feuer, das bald um sich greift und nur mit Mühe zu besiegen ist. Nach längerer Flucht, auf der er unter anderem von Galloudec und Cuffee unterstützt wird, wird Bedford gefangen genommen. Sasportas verschwindet. Als einige Tage später britische Ermittler bei Debuisson erscheinen, verrät der Sasportas an die Ermittler. Sasportas erscheint, weigert sich, die Namen seiner Mitwisser zu nennen und wird kurze Zeit später hingerichtet. Galloudec und Cuffee gelingt die Flucht nach Haiti, wo die Schwarzen bereits die Republik ausgerufen haben.

## Produktion
Das Licht auf dem Galgen wurde 1975 auf Kuba und in Bulgarien gedreht. Der Film erlebte am 13. Mai 1976 im Berliner Kosmos seine Premiere. Obwohl Anna Seghers, die die dem Film zugrundeliegende Erzählung geschrieben hatte, mit der Verfilmung zufrieden war, wurde er ein Flop. Nach der Premiere nahm man am Film daher noch Veränderungen vor, doch wurde Das Licht auf dem Galgen bereits nach kurzer Zeit aus dem Spielplänen genommen. Am 27. November 1977 wurde der Film auf DFF 2 erstmals im Fernsehen gezeigt und kam im Oktober 2006 auf DVD heraus.

## Synchronisation
| Rolle            | Darsteller      | Synchronsprecher     |
| ---------------- | --------------- | -------------------- |
| Debuisson        | Amza Pellea     | Helmut Schellhardt   |
| Stefford         | Szymon Szurmiej | Norbert Christian    |
| Douglas          | Rafael Sosa     | Jochen Thomas        |
| Ann              | Gloria Herrera  | Ute Boeden           |
| Bedford          | Tito Junco      | Kurt Böwe            |
| Cocroft          | Samuel Claxton  | Dieter Schaarschmidt |
| Cuffee           | Julio Hernandez | Hasso Zorn           |
| Bloomfield       | Milan Beli      | Hans Teuscher        |
| Kate             | Beauty Milton   | Barbara Dubinsky     |
| Aufseher Glavish | Mario Turra     | Heinz Schröder       |
| Köchin Lucy      | T. Mathebula    | Ilse Voigt           |
| Sprecher         | Gerry Wolff     | –                    |

## Kritik
Die zeitgenössische Kritik befand, dass im Film selten Spannung aufkomme und Szenen und Dialoge häufig wie zitiert wirken. „Vieles wird erzählt, aber weniges in einem sinnlichen Zusammenhang.“
Für das Lexikon des internationalen Films war Das Licht auf dem Galgen „[w]eniger ein exotischer Abenteuerfilm als die Darstellung menschlicher und gesellschaftlicher Verhältnisse und Entwicklungen; künstlerisch nicht ganz befriedigend.“